# Economía de Praga

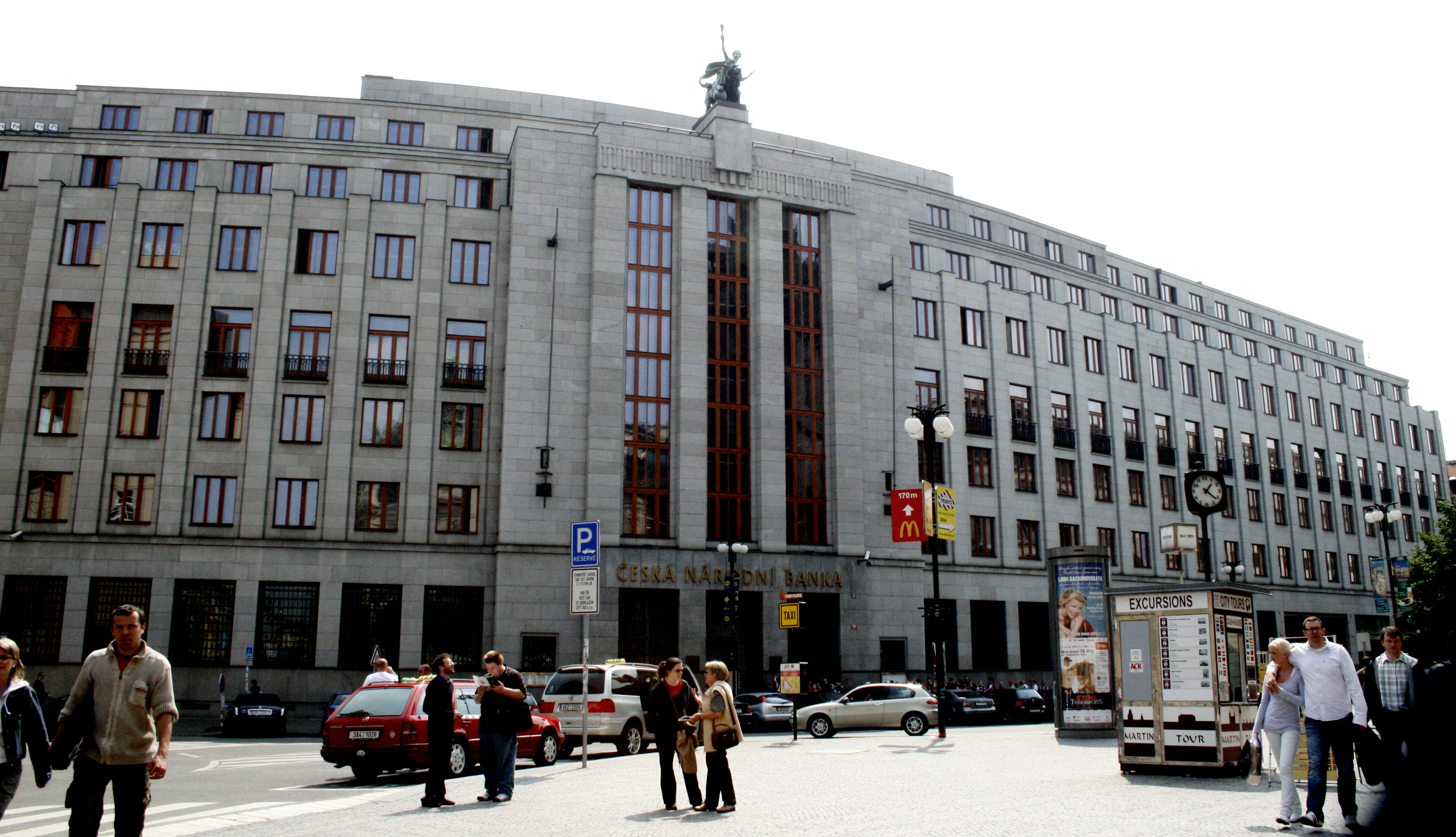
Sede del Banco Nacional Checo en Praga.

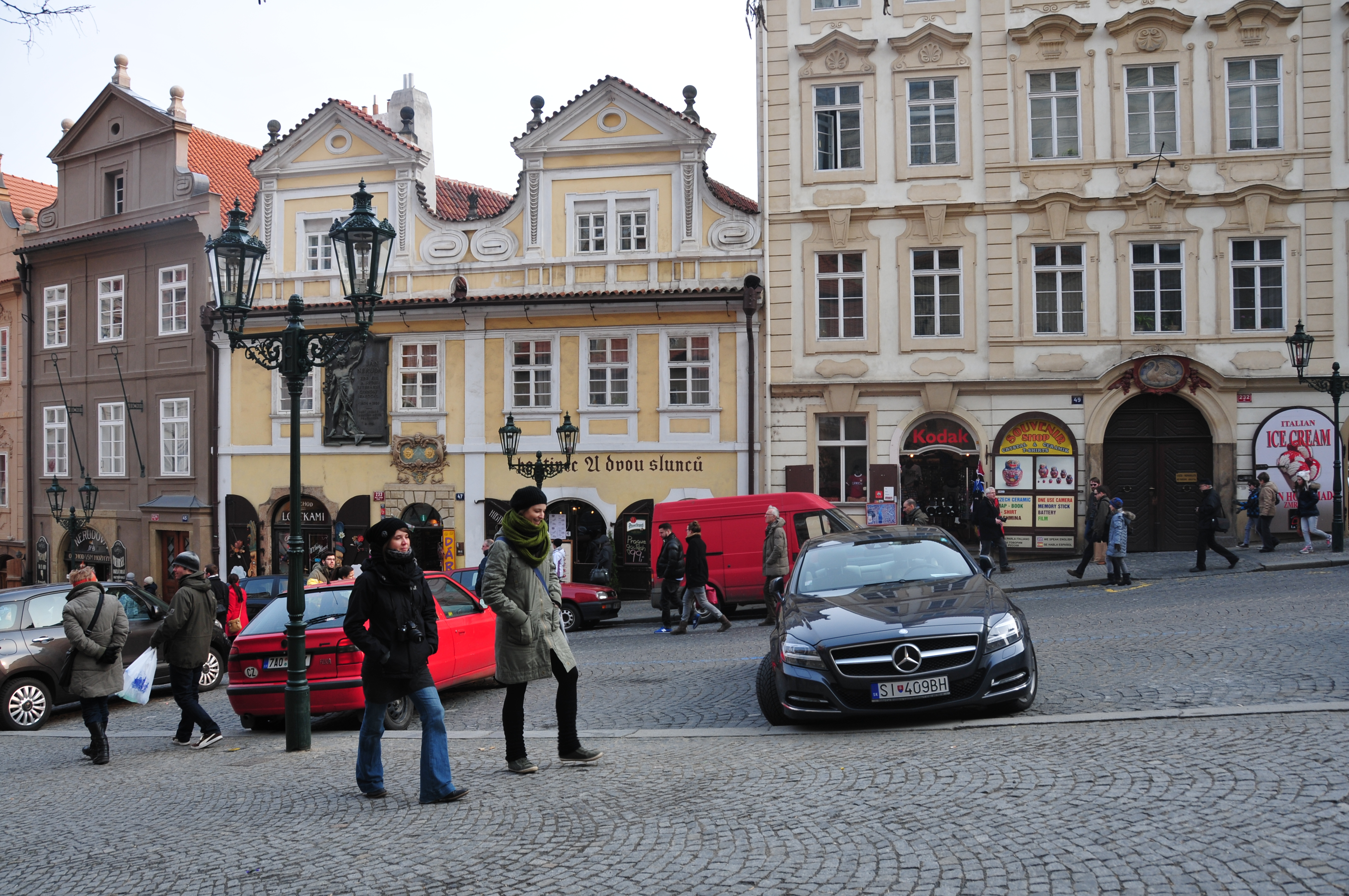
El turismo es un sector económico fundamental en Praga.

Praga, la capital de la República Checa, es la ciudad más rica de Europa Central y Oriental. Desde la Revolución de Terciopelo la ciudad aprovecha su belleza arquitectónica en el sector del turismo. Su posición central en Europa ayuda a que muchas compañías internacionales la elijan como su sede Europea.
La moneda oficial del país es la corona checa (Česká Koruna), que se divide en 100 hellers (haléř). Sus abreviaturas son Kč. y h respectivamente.
El PIB per cápita de Praga es más del doble que el de la República Checa. Alcanzó los 38.400 dólares (PPA) en 2006, lo que supone más de un 50% por encima de la media de la Unión Europea para ese año. Esto la sitúa como la undécima región más rica de la Unión.
Praga es el centro económico del país. Además de ser la capital del país la mayoría de las instituciones financieras y de las empresas transnacionales tienen sede en la ciudad. Estos, entre otros motivos, hacen posible que Praga represente cerca del 25% del PIB checo. Sin embargo el crecimiento del PIB en Praga es menor que el de la media nacional desde 2001.
Praga ha sido capaz de absorber la fuerza de trabajo tanto nacional como internacional atraída por la prosperidad de la ciudad. En el año 2001 Praga concentraba aproximadamente el 20% de los puestos vacantes de trabajo de la República Checa, lo cual es especialmente significativo si se compara con el poco más del 10% que representa la población de Praga sobre la población total. La demanda de trabajadores era de 726.000 personas mientras la población activa de la ciudad era de tan solo 600.000. La tase de desempleo en Praga es aproximadamente la mitad que la del país.
Su posición central en Europa, además de un nivel de precios más bajo que el de Europa Occidental, ayuda a que muchas compañías internacionales la elijan como su sede europea.
La distribución sectorial de la ciudad sigue una marcada tendencia hacia el sector terciario. En 2006 el 82% del valor añadido creado en la ciudad pertenece al sector servicios. En el otro lado de la balanza es está el sector industrial, cuyo peso es significativamente inferior al del resto del país. Otro sector que ha crecido en la primera década del siglo XXI es la construcción, con más de un 50% de incremento entre 2001 y 2006 en término de valor de las casas construidas.
Desde la Revolución de Terciopelo la ciudad aprovecha su belleza arquitectónica en el sector del turismo. En el año 2005, 6,4 millones de turistas visitaron la República Checa, de los que una gran mayoría pasaron por Praga. Más del 90% de las plazas hoteleras ocupadas fueron destinadas a turistas extranjeros. No obstante sólo el 41% de las plazas disponibles eran en hoteles de cuatro o cinco estrellas en 2006.